# Julia Morgan
Julia Morgan (San Francisco, 20 gennaio 1872 – San Francisco, 2 febbraio 1957) è stata un'architetta statunitense.
È ricordata per essere stata, nel 1904, la prima donna a ottenre una laurea in architettura in California, fregiandosi così di due lauree poiché si era già laureta in ingegneria civile nel 1894 presso  Berkeley. Progettò circa 700 edifici, molti dei quali ebbero una resistenza sismica superiore alla media durante i terremoti del 1906 e del 1989. Morgan fu una pioniera nell'uso del cemento armato. Nel 2014 l'American Institute of Architects decide di insignirla della Medaglia d'oro AIA, facendo di lei la prima donna a ricevere questo riconoscimento, anche se a titolo postumo.

## L'infanzia
Julia era la seconda dei cinque figli di Charles Bill Morgan, ingegnere minerario, ed Eliza Woodland Parmelee Morgan. La madre era figlia di Albert O. Parmelee, un commerciante di cotone e milionario di New York che, pur non entusiasta del matrimonio, sostenne economicamente la giovane coppia quando questa decise di trasferirsi a San Francisco. Due anni dopo la nascita di Julia la famiglia si trasferì in una casa a Oakland.
La famiglia Morgan mantenne stretti legami con la famiglia di origine della moglie, alla nascita di ogni figlio veniva finanziato il viaggio sulla ferrovia transcontinentale fino a New York affinché il battesimo venisse celebrato nella chiesa frequentata dalla famiglia Parmelee.
Il padre di Julia si fece coinvolgere in diverse iniziative imprenditoriali, nessuna di queste ebbe successo, la madre Eliza gestiva la casa e la famiglia con il costante sostegno economico del padre Albert. Nel 1878 Eliza e i figli trascorsero un anno a New York, qui Julia si ammalò di scarlattina e trascorse a letto diverse settimane, come conseguenza fu affetta per tutta la vita da frequenti otiti.
A New York Julia frequentava volentieri la cugina maggiore, Lucy Thornton, che aveva sposato Pierre LeBrun, architetto e figlio del fondatore dello studio di architettura N. LeBrun & Sons, Julia mantenne per anni una fitta corrispondenza con la coppia.

## Gli studi
Julia e i fratelli frequentarono le scuole nel quartiere esclusivo di residenza, sia lei sia la sorella Emma spiccavano per buoni risultati scolastici incoraggiate dalla madre Eliza. Terminate le scuole Julia comunicò alla madre l'intenzione di frequentare l'università. L'Università della California - Berkeley era poco distante da casa e raggiungibile in carrozza. Al secondo anno Julia si aggregò alla confraternita femminile Kappa Alpha Theta, in questo periodo entrò in contatto con Phoebe Hearst, filantropa e finanziatrice dell'Università della California che risiedeva poco lontano dal campus.
Durante gli studi ebbe come docente l'architetto Bernard Maybeck con il quale collaborò per un breve periodo finita l'università. Su suggerimento di Maybeck, una volta laureata in ingegneria civile (1894) la Morgan decise di tentare l'ammissione all'École nationale supérieure des beaux-arts a Parigi.
Nel marzo del 1896 Julia partì, insieme all'amica Jessica Peixotto, laureata a Berkeley in economia, alla volta di Parigi.
Giunta a Parigi, all'atto di presentare le sue referenze e le raccomandazioni dei suoi docenti, Julia si rese conto che non solo all'École supérieure parigina non era mai stata ammessa una donna ma che era anche scoraggiata la frequenza da parte di studenti stranieri. Non essendoci un regolamento che vietasse esplicitamente l'ammissione delle donne, Julia iniziò a studiare il francese e fece domanda per accedere all'esame di ammissione.
La sua domanda venne accantonata in attesa di una decisione, nel frattempo Julia, che non riteneva giusto chiedere il sostegno della famiglia, si mantenne lavorando in uno studio di architettura. Finalmente nell'autunno del 1897 le venne concesso di fare il test, fallì le prove di matematica che erano basate sul sistema metrico decimale e si classificò 42ª su 376, solo i primi trenta erano ammessi. Fallì un secondo tentativo ma nell'ottobre 1898 si classificò tredicesima. Iniziò quindi il suo percorso di studi ma anche una corsa contro il tempo, all'École non era infatti concessa la frequenza a studenti oltre il trentesimo anno di età. Julia riuscì a terminare gli studi in tempo record presentando il suo progetto finale poco meno di un mese prima del suo trentesimo compleanno riuscendo a diplomarsi, prima donna in assoluto, nel 1902.

## La carriera

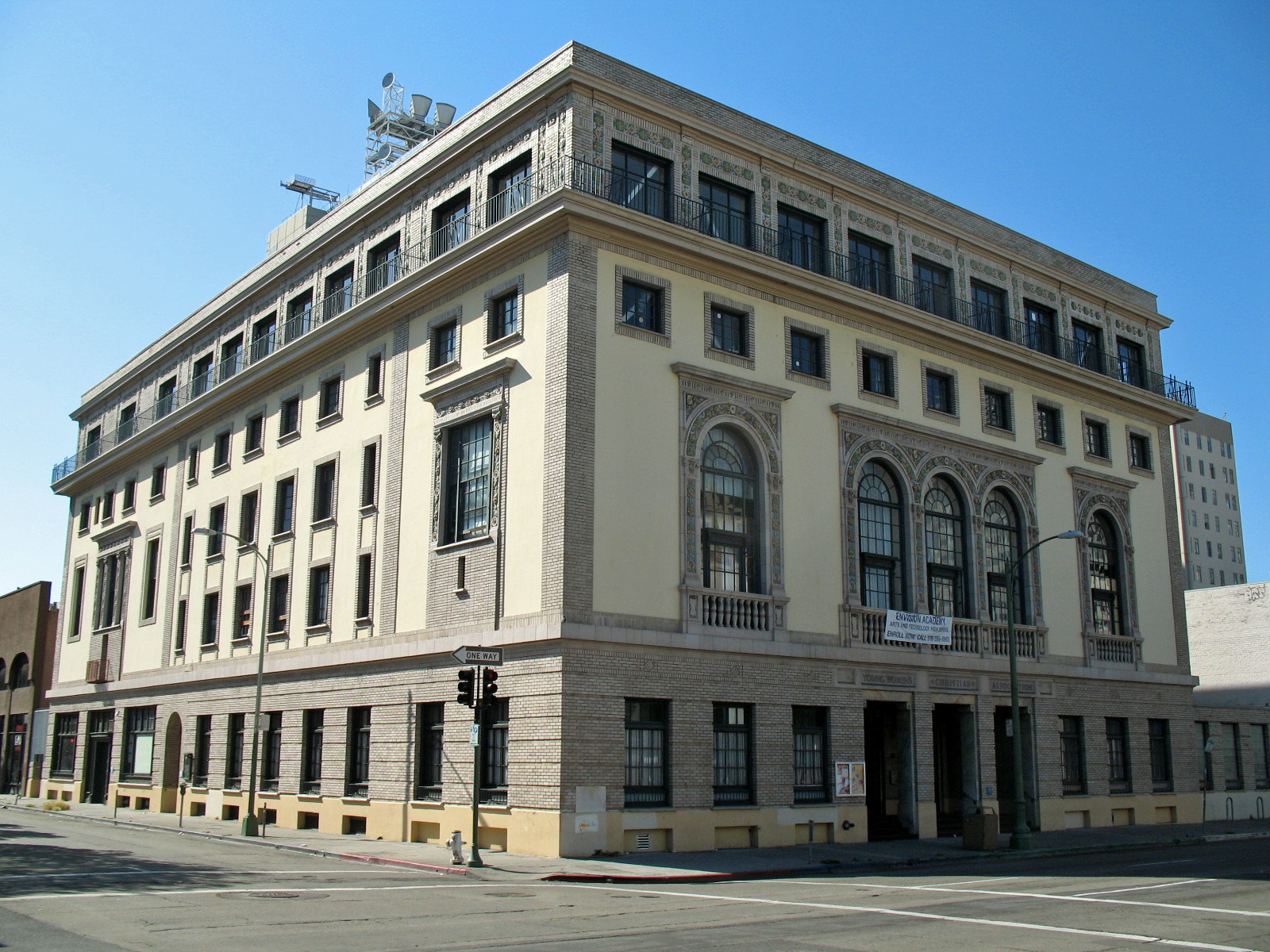
L'edificio YWCA di Oakland.

Rientrata negli Stati Uniti divenne la prima donna ad ottenere la licenza di architetto nello stato della California.
Appena rientrata allestì un piccolo studio a casa dei genitori, su consiglio di Phoebe Hearst venne coinvolta nella progettazione di alcune strutture per l'Università della California e iniziò a collaborare con John Galen Howard, un commento di quest'ultimo, in cui elogiava la brillantezza della collaboratrice terminando però la frase compiacendosi del basso costo della retribuzione di Julia in quanto donna fu una forte motivazione ad aprire il primo studio di architettura gestito da una donna nel 1904.
Tra gli incarichi ricevuti, prima ancora dell'apertura del suo studio, uno arrivò da Susan Mills, prima presidente del Mills College, un college femminile privato di Oakland e prevedeva la costruzione di una torre per ospitare le campane donate da David Hewes nel 1902. La Morgan progettò una torre in cemento armato, all'epoca materiale e tecnica innovativa in California. L'edificio, inaugurato nel 1904 e chiamato El Campanil, non subì alcun danno strutturale nel devastante terremoto del 1906 e questo portò Julia Morgan alla ribalta sulla scena degli architetti della Bay Area. Morgan realizzò in seguito altri cinque edifici per il Mills College.
Venne coinvolta nella ricostruzione post-terremoto, in particolare il suo progetto più noto fu la ricostruzione del Fairmont Hotel di San Francisco che aveva subito pesanti danni dal sisma e dal successivo incendio.
Fu ancora Phoebe Hearst a segnalarla alla YWCA per la progettazione di un centro conferenze, la relazione con l'associazione proseguì per tutta la sua carriera, Julia progettò oltre 30 edifici per la YWCA.
Per l'università della California - Berkely Julia venne incaricata di progettare una sede di ritrovo per le studentesse chiamata Girton Hall (ora Julia Morgan Hall), insieme a Maybeck progettò il Phoebe Apperson Hearst Memorial Gymnasium finanziato da William Randolph Hearst in memoria della madre deceduta nel 1919.

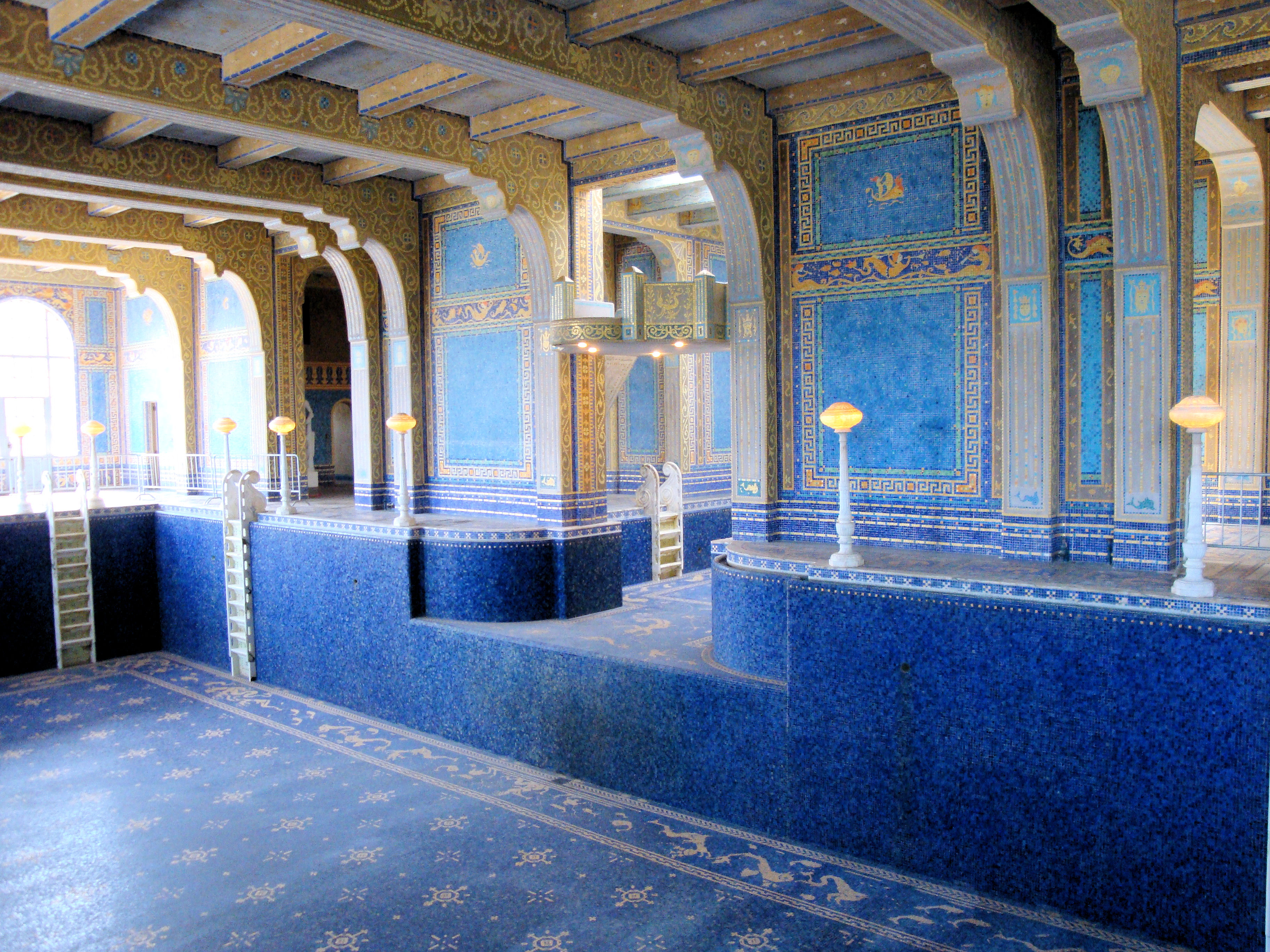
La piscina coperta del Castello Hearst.

William Randolph Hearst nel 1919 la incaricò anche della realizzazione della sua residenza, il progetto probabilmente più famoso di Julia Morgan, La Cuesta Encantada meglio noto come Hearst Castle. La residenza, composta da diversi edifici è situata sulla sommità di una collina che si affaccia sull'Oceano Pacifico a San Simeon. La realizzazione la impegnò fino al 1947, quando i lavori si interruppero a causa del peggioramento delle condizioni di salute di William.
Del complesso fanno parte edifici in stili diversi, dallo stile revival coloniale spagnolo allo stile neomoresco. Per le decorazioni Morgan utilizzò ceramiche fatte realizzare su suo disegno.
Nei suoi 47 anni di carriera progettò oltre 700 edifici, moltissimi dei quali vennero costruiti. Chiuse l'attività nel 1951 all'età di settantanove anni.

## Vita personale
Nonostante la facoltosa clientela Julia visse in modo modesto, rifuggiva la visibilità, raramente concesse interviste e non desiderava essere fotografata. Non si sposò e non ebbe relazioni sentimentali.
Julia Morgan è sepolta al Mountain View Cemetery sulle colline di Oakland, in California.

## Riconoscimenti
Il 15 dicembre del 2008, Julia Morgan è stata inclusa nella California Hall of Fame, presso il California Museum a Sacramento.
Nel 2014 l'American Institute of Architects (AIA) le ha conferito, postuma, la Medaglia d'oro AIA.